# Hang

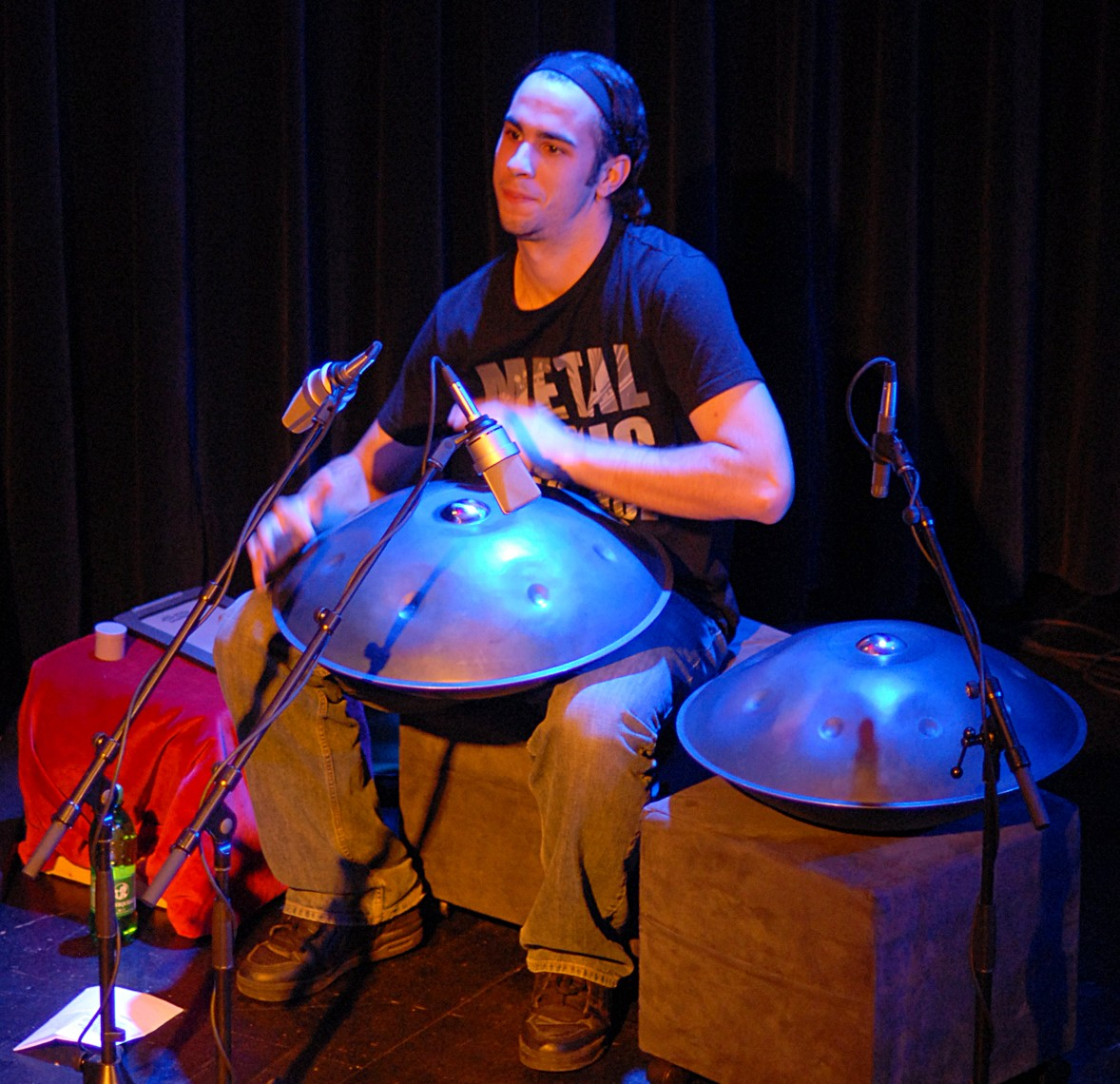
Manu Delago tocant el hang

El hang és un instrument musical de percussió dissenyat i fabricat per la companyia PANart. Felix Rohner i Sabina Schärer van ser els principals responsables d'aquesta creació i van fabricar-ne el primer prototip l'any 1999 a Berna, Suïssa.
El hang va necessitar anys de recerca, afinació i millores sobre certs metalls específics per a construir les "steelpans". També va haver-hi una gran contribució de recerca sobre altres instruments de percussió com gongs, gamelan, ghatam, tambors i campanes.

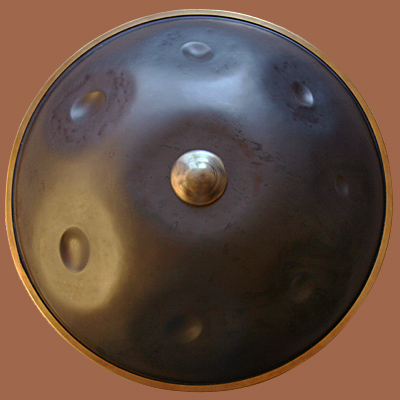
Hang vist des-de vista ocell on es poden veure els set punts de to que té el hang en el seu casc superior.

L'estructura del hang és similar a la d'un "ovni", bàsicament formada per dos "cascos" enganxats pels extrems, deixant a dins un buit. El casc superior està fet de manera que té set punts on es pot veure una estructura de semiesfera buida en direcció cap dins del hang, totes esculpides a cops de martell. Aquests punts són els punts on el músic ha de tocar per a produir el so de l'instrument. També conté una semiesfera sortint del hang just en el centre del casc superior, que té la mateixa funció. En canvi, el casc inferior és totalment llis excepte un forat de forma semiesfèrica situat en el centre del casc.

## Com es toca?
El hang es toca amb les mans i els dits.

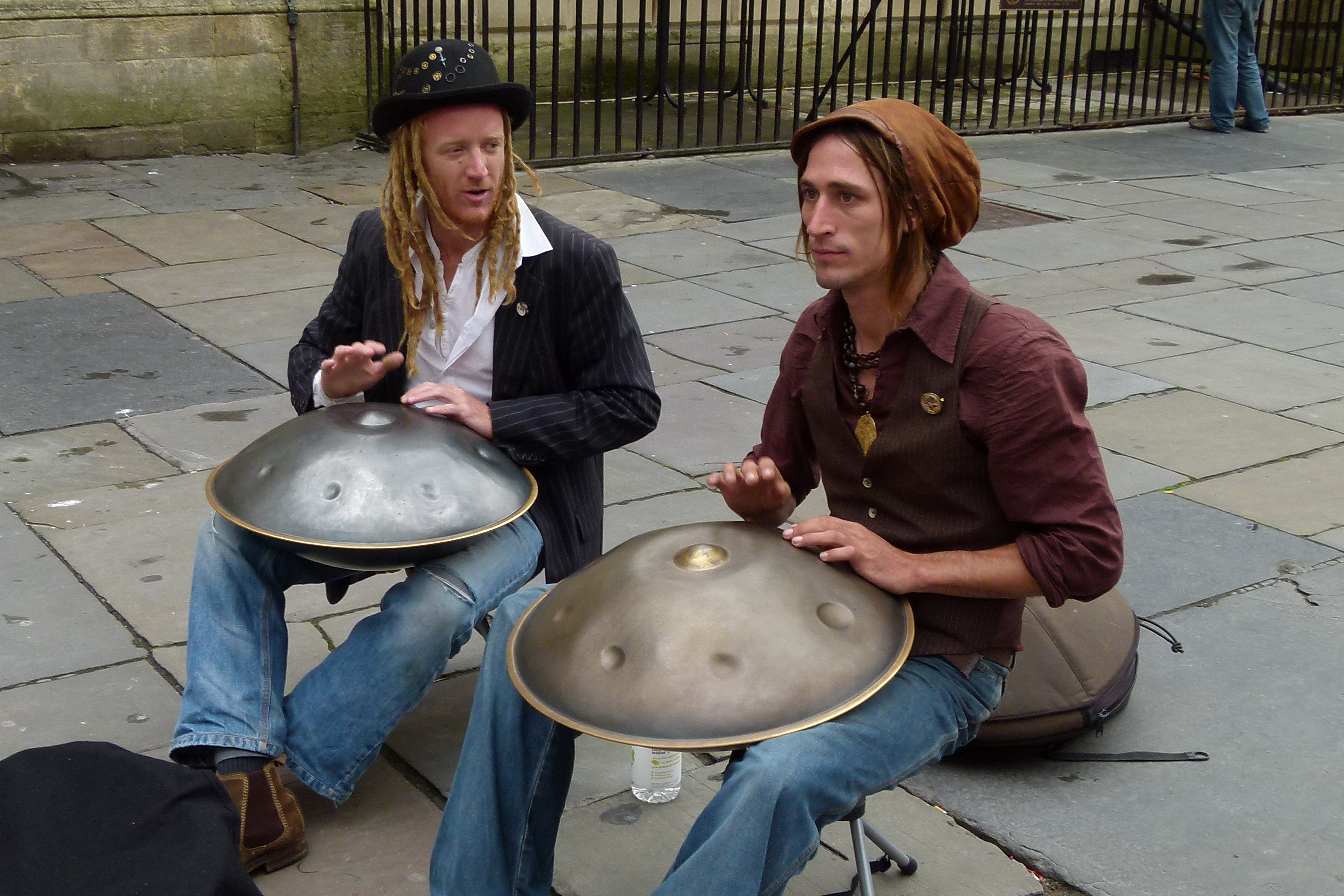
Dos músics tocant i aguantant el hang de forma horitzontal. A la imatge es pot veure la manera en què toquen el hang. Colpejant suaument el hang en els punts de to.

Mentre el hang està posicionat de manera horitzontal el músic va colpejant els punts de so amb la mà igual que els tambors o altres instruments que es toquen colpejant amb les mans. Cada punt té notes bases i se'n pot alterar el so depenent de com el músic colpegi en el hang.

## Història
El hang va ser totalment inventat l'any 2000, però va ser l'any 2001 quan es va presentar i introduir al públic. L'instrument va tenir tant d'èxit que va generar un interès mundial, però els únics fabricants de l'instrument eren Felix Rohner i Sabina Schärer. A causa de la gran popularitat i l'interès que la gent va agafar per l'instrument es van fabricar uns instruments similars que s'anomenen handpans.
Del 2001 al 2005, la primera generació de hangs es va oferir amb múltiples escales de diferents sons. Els fabricants de Hang van prendre la seva inspiració inicial d'arrels etnomusicològiques amb altres models.
La majoria modificacions tècniques que ha tingut el hang han estat més en l'aspecte del so més que en la seva forma física. Els majors canvis en la història de l'evolució del hang han estat maneres de fer que el hang pugui emetre diferents notes de certes escales i tons. Per cada generació s'anaven eliminant escales de la llista del hang deixant-ne menys que s'acomodaven més a l'estructura de l'instrument. Mentre va durar aquest procés, també es van fer nou hangs perquè emetessin les noves idees per a millorar el so, però la diferencia fisca es pràcticament indistingible. Al final tot va acabar en una sola escala, la escala de Re menor amb el hang "integral", Creat el 2008.
Fins al 2009 només se'n van construir aproximadament 6.000 exemplars, ja que només hi havia dos fabricants. A més, era molt complicat d'aconseguir-ne un, ja que s'havia de anar directament a Berna, que era on es feien els Hangs.
Actualment ja no es construeixen més hangs degut a les noves creacions dels creadors: Gubal, Hang Gudu, Hang Urgu, Hang Bal, Pang Sai, Pang Sei, Pang Sui.